# Col de Tousidé-Fosma
Der Col de Tousidé-Fosma (Pass von Tousidé-Fosma) ist ein Gebirgspass in der Zentralsahara, im äußersten Norden des Tschad. Die Passhöhe liegt auf 923 m. Er befindet sich gut 30 Kilometer südsüdöstlich des wichtigen Kourizou-Passes.

## Externer Link
- Der Pass von Tousidé-Fosma auf fr.getamap.net